# Atlanta Hawks 1977-1978
La stagione 1977-78 degli Atlanta Hawks fu la 29ª nella NBA per la franchigia.
Gli Atlanta Hawks arrivarono quarti nella Central Division della Eastern Conference con un record di 41-41. Nei play-off persero al primo turno con i Washington Bullets (2-0).

## Roster
| N° | Naz.                         | Ruolo | Sportivo       | Anno | Alt. | Peso |
| -- | ---------------------------- | ----- | -------------- | ---- | ---- | ---- |
| 3  | Stati Uniti (bandiera)       | G     | Eddie Johnson  | 1955 | 188  | 82   |
| 4  | Stati Uniti (bandiera)       | G     | Tony Robertson | 1956 | 193  | 88   |
| 10 | Stati Uniti (bandiera)       | AC    | Steve Hawes    | 1950 | 206  | 100  |
| 11 | Stati Uniti (bandiera)       | AC    | Ron Behagen    | 1951 | 206  | 84   |
| 12 | Stati Uniti (bandiera)       | GA    | Claude Terry   | 1950 | 193  | 88   |
| 14 | Stati Uniti (bandiera)       | G     | Charlie Criss  | 1948 | 173  | 75   |
| 22 | Stati Uniti (bandiera)       | GA    | John Drew      | 1954 | 198  | 93   |
| 24 | Stati Uniti (bandiera)       | G     | Armond Hill    | 1953 | 193  | 86   |
| 27 | Stati Uniti (bandiera)       | A     | Ollie Johnson  | 1949 | 198  | 91   |
| 30 | Stati Uniti (bandiera)       | C     | Tree Rollins   | 1955 | 216  | 107  |
| 44 | Trinidad e Tobago (bandiera) | G     | Ken Charles    | 1951 | 191  | 82   |
| 50 | Stati Uniti (bandiera)       | C     | John Brown     | 1951 | 201  | 100  |
| 54 | Stati Uniti (bandiera)       | AC    | Tom McMillen   | 1952 | 211  | 98   |

## Staff tecnico
- Allenatore: Hubie Brown
- Vice-allenatore: Frank Layden